# Crispin Sorhaindo
Crispin Anselm Sorhaindo (Vieille Case, 23 maggio 1931 – 10 gennaio 2010) è stato un politico dominicense, Presidente della Dominica dal 25 ottobre 1993 al 6 ottobre 1998.

## Biografia
Dopo aver frequentato la Dominica Grammar School, tra il 1956 e il 1957 studiò al Trinity College, e poi al Royal Institute of Public Administration.
Tra il 1950 e il 1973 fu impiegato presso i consigli esecutivo e legislativo di Dominica, enti precedenti alla creazione della Camera dell'Assemblea di Dominica, e rappresentò la Dominica alle conferenze preliminari all'istituzione della Comunità Caraibica. Tra il 1973 e il 1988 lavorò presso la Caribbean Development Bank di Barbados, di cui divenne vicepresidente. L'anno successivo fu eletto Presidente della Camera dell'Assemblea, dopodiché fu eletto Presidente della Dominica per un mandato quinquennale.
Malato di cancro, morì il 10 gennaio 2010.

## Vita privata
Di fede cattolica, era sposato con Ruby Sorhaindo (nata Allport), con cui ebbe sei figli.